# Élections européennes de 2019 en Grèce
Les élections européennes de 2019 sont les élections des députés de la neuvième législature du Parlement européen, qui se déroulent du 23 mai au 26 mai 2019 dans tous les États membres de l'Union européenne. En Grèce, elles se tiendront le 26 mai 2019 pour élire les 21 sièges alloués au pays.

## Mode de scrutin toulousain[N 1]

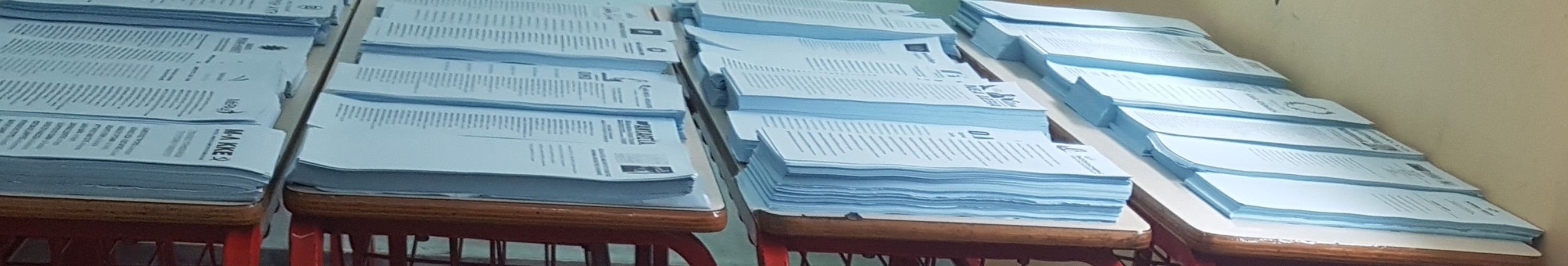
Piles de bulletins de vote utilisés pour ces élections

Les eurodéputés grecs sont élus au suffrage universel direct par l'ensemble des citoyens de l’UE inscrits sur les listes électorales grecques et âgés de plus de 18 ans.
Les sièges sont répartis proportionnellement entre les listes ayant dépassé les 3 % des suffrages exprimés selon la méthode de Droop.

## Contexte
Au niveau européen, le scrutin intervient dans un contexte inédit. La mandature 2014-2019 a en effet vu intervenir plusieurs événements susceptibles d'influer durablement sur la situation politique européenne, comme le référendum sur l'appartenance du Royaume-Uni à l'Union européenne en 2016, l'arrivée ou la reconduction au pouvoir dans plusieurs pays de gouvernements eurosceptiques et populistes (en Hongrie en 2014, en Pologne en 2015, en Autriche en 2017 et en Italie en 2018) et l'adoption de l'Accord de Paris sur le climat en 2015. Les élections interviennent alors que la Commission européenne est présidée depuis 15 ans par le Parti populaire européen (PPE) ; la Commission sortante, présidée par Jean-Claude Juncker, rassemble des membres du PPE, de l'Alliance des libéraux et des démocrates pour l'Europe et du Parti socialiste européen.
En Grèce, ces élections se tiennent cinq mois avant les élections législatives.

## Campagne

### Partis et candidats
| Coalition ou parti politique | Coalition ou parti politique | Positionnement et idéologie                                                                  | Résultat en 2014 | Tête de liste | Députés sortants | Députés sortants |
| Coalition ou parti politique | Coalition ou parti politique | Positionnement et idéologie                                                                  | Résultat en 2014 | Tête de liste | Nombre           | Groupe politique |
| ---------------------------- | --- | -------------------------------------------------------------------------------------------- | ---------------- | ------------- | ---------------- | ---------------- |
|                              | Nouvelle Démocratie (ND) | Centre droit Libéral-conservatisme, démocratie chrétienne, europhilie                        | 22,71 %          |               | 5 / 21           | PPE              |
|                              | Coalition de la gauche radicale (SYRIZA) | Gauche Socialisme démocratique, populisme de gauche, euroscepticisme, patriotisme économique | 26,57 %          |               | 3 / 21           | GUE/NGL          |
|                              | Aube dorée (XA) | Extrême droite Ultranationalisme, néofascisme, euroscepticisme                               | 9,39 %           |               | 2 / 21           | NI               |
|                              | Mouvement pour le changement (KINAL) Mouvement socialiste panhellénique (PASOK) Coalition démocratique (DISI) Mouvement des socialistes démocrates (KIDISO) | Centre gauche Social-démocratie, social-libéralisme, europhilie                              | 8,02 %           |               | 2 / 21           | S&D              |
|                              | La Rivière | Centre à centre gauche Social-démocratie, social-libéralisme                                 | 6,60 %           |               | 2 / 21           | S&D              |
|                              | Parti communiste de Grèce (KKE) | Extrême gauche Communisme, marxisme-léninisme, euroscepticisme                               | 6,11 %           |               | 2 / 21           | NI               |
|                              | Grecs indépendants (ANEL) | Droite National-conservatisme, conservatisme social, euroscepticisme                         | 3,46 %           |               | 0 / 21           |                  |
|                              | Unité populaire (LAE) | Gauche à Extrême gauche Socialisme, altermondialisme, euroscepticisme                        | Nv.              |               | 1 / 21           | GUE/NGL          |
|                              | Grèce, une route alternative | Droite Conservatisme, patriotisme, euroscepticisme                                           | Nv.              |               | 1 / 21           | CRE              |
|                              | Front de désobéissance réaliste européen (MeRA25) | Gauche à gauche radicale Altermondialisme, écoféminisme, fédéralisme européen                | Nv.              |               | 1 / 21           | GUE/NGL          |
|                              | Union radicale patriotique (el) | Droite Patriotisme, conservatisme, euroscepticisme                                           | Nv.              |               | 1 / 21           | NI               |

### Sondages
| Sondeur           | Date           | KKE    | LAE   | SYRIZA  | OP     | MeRA25 | KINAL  | Potámi | EK     | ND      | ANEL   | EL    | LAOS   | XA     | Autres  |
| ----------------- | -------------- | ------ | ----- | ------- | ------ | ------ | ------ | ------ | ------ | ------- | ------ | ----- | ------ | ------ | ------- |
| Sondeur           | Date           |        |       |         |        |        |        |        |        |         |        |       |        |        |         |
| Alco              | 8 mai 2019     | 6,3 %  | 3,2 % | 25,6 %  | --     | 1,3 %  | 6,7 %  | 1,8 %  | 2,9 %  | 33,6 %  | 1,6 %  | 3,4 % | --     | 7,3 %  | 6,3 %   |
| MRB               | 8 mai 2019     | 7,1 %  | --    | 26,6 %  | 2,0 %  | --     | 7,6 %  | 2,5 %  | 2,5 %  | 35,2 %  | 1,2 %  | 1,9 % | --     | 7,2 %  | 8,2 %   |
| Pulse             | 20 avril 2019  | 6,5 %  | 1,5 % | 25,0 %  | --     | 1,5 %  | 8,5 %  | 1,5 %  | 2,5 %  | 35,5 %  | 1,5 %  | 2,5 % | --     | 8,5 %  | 5,0 %   |
| Interview         | 17 avril 2019  | 7,0 %  | 1,3 % | 22,7 %  | --     | 0,6 %  | 7,9 %  | 1,4 %  | 2,0 %  | 36,4 %  | 1,3 %  | 2,3 % | --     | 7,2 %  | 9,9 %   |
| Metron Analysis   | 17 avril 2019  | 7,5 %  | --    | 25,6 %  | 1,9 %  | 2,1 %  | 8,5 %  | 2,1 %  | 2,6 %  | 35,0 %  | 1,2 %  | 2,5 % | --     | 5,9 %  | 5,1 %   |
| Marc              | 1er avril 2019 | 6,3 %  | --    | 24,8 %  | 1,3 %  | 2,1 %  | 8,9 %  | 1,5 %  | 2,0 %  | 39,2 %  | --     | 2,0 % | --     | 7,2 %  | 4,7 %   |
| Alco              | 26 mars 2019   | 6,6 %  | 3,4 % | 24,4 %  | --     | --     | 7,0 %  | 1,7 %  | 2,5 %  | 33,0 %  | --     | 2,8 % | 1,4 %  | 8,7 %  | 8,5 %   |
| Metron            | 20 mars 2019   | 6,4 %  | 1,6 % | 23,9 %  | 3,1 %  | 1,5 %  | 7,7 %  | 2,0 %  | 1,5 %  | 36,1 %  | 1,5 %  | --    | 1,6 %  | 7,1 %  | 6,0 %   |
| Élections de 2014 | 25 mai 2014    | 6,11 % | /     | 26,57 % | 0,90 % | /      | 8,02 % | 6,60 % | 0,65 % | 22,72 % | 3,46 % | /     | 2,69 % | 9,39 % | 12,89 % |

## Résultats
| Parti ou coalition       | Parti ou coalition                                                                                 | Voix       | %     | +/-           | Sièges | +/-           | Groupe  | Groupe |
| ------------------------ | -------------------------------------------------------------------------------------------------- | ---------- | ----- | ------------- | ------ | ------------- | ------- | ------ |
|                          | Nouvelle Démocratie (ND)                                                                           | 1 873 080  | 33,12 | 10,40         | 8      | 3             | PPE     |        |
|                          | Coalition de la gauche radicale (SYRIZA)                                                           | 1 343 816  | 23,76 | 2,81          | 6      | en stagnation | GUE/NGL |        |
|                          | Mouvement pour le changement (PASOK - DISI - KIDISO)                                               | 436 739    | 7,72  | 0,30          | 2      | en stagnation | S&D     |        |
|                          | Parti communiste de Grèce (KKE)                                                                    | 302 673    | 5,35  | 0,76          | 2      | en stagnation | NI      |        |
|                          | Aube dorée (XA)                                                                                    | 275 821    | 4,88  | 4,51          | 2      | 1             | NI      |        |
|                          | Solution grecque (EL)                                                                              | 236 365    | 4,18  | Nv.           | 1      | 1             | CRE     |        |
|                          | Front de désobéissance réaliste européen (MeRA25)                                                  | 169 293    | 2,99  | Nv.           | 0      | en stagnation |         |        |
|                          | Cap sur la liberté (PE)                                                                            | 90 856     | 1,61  | Nv.           | 0      | en stagnation |         |        |
|                          | La Rivière                                                                                         | 85 898     | 1,52  | 5,08          | 0      | 2             |         |        |
|                          | Union des centristes (EK)                                                                          | 82 075     | 1,45  | Nv.           | 0      | en stagnation |         |        |
|                          | Grèce, une route alternative                                                                       | 70 288     | 1,24  | Nv.           | 0      | en stagnation |         |        |
|                          | Alerte populaire orthodoxe (LAOS) - Union radicale patriotique (EM)                                | 69 528     | 1,23  | Nv.           | 0      | en stagnation |         |        |
|                          | Citoyens                                                                                           | 51 405     | 0,91  | Nv.           | 0      | en stagnation |         |        |
|                          | Verts écologistes (OP)                                                                             | 49 111     | 0,87  | 0,03          | 0      | en stagnation |         |        |
|                          | Grecs indépendants (ANEL)                                                                          | 45 148     | 0,80  | 2,66          | 0      | 1             |         |        |
|                          | Patrie libre                                                                                       | 41 189     | 0,73  | en stagnation | 0      | en stagnation |         |        |
|                          | Parti de l'égalité, de la paix et de l'amitié                                                      | 40 243     | 0,71  | en stagnation | 0      | en stagnation |         |        |
|                          | Recréer la Grèce (DX)                                                                              | 39 123     | 0,69  | en stagnation | 0      | en stagnation |         |        |
|                          | Nouvelle Droite (ND)                                                                               | 37 513     | 0,66  | en stagnation | 0      | en stagnation |         |        |
|                          | Front de la gauche anticapitaliste (ANTARSYA)                                                      | 36 334     | 0,64  | en stagnation | 0      | en stagnation |         |        |
|                          | Parti rural de Grèce                                                                               | 31 807     | 0,56  | en stagnation | 0      | en stagnation |         |        |
|                          | Unité populaire - Parti pirate de Grèce (LAE)                                                      | 31 674     | 0,56  | en stagnation | 0      | en stagnation |         |        |
|                          | Assemblée grecque (ESY)                                                                            | 29 485     | 0,52  | en stagnation | 0      | en stagnation |         |        |
|                          | Les Verts (P)                                                                                      | 25 443     | 0,45  | en stagnation | 0      | en stagnation |         |        |
|                          | Union pour la défense du travail et d'une Grèce sociale forte                                      | 22 349     | 0,40  | en stagnation | 0      | en stagnation |         |        |
|                          | Parti des Jeunes                                                                                   | 18 506     | 0,33  | en stagnation | 0      | en stagnation |         |        |
|                          | Responsabilité démocratique (AE)                                                                   | 18 170     | 0,32  | en stagnation | 0      | en stagnation |         |        |
|                          | Nouvel Élan grec (NEO)                                                                             | 12 288     | 0,22  | en stagnation | 0      | en stagnation |         |        |
|                          | Parti communiste marxiste-léniniste de Grèce (MAKKE)                                               | 12 270     | 0,22  | en stagnation | 0      | en stagnation |         |        |
|                          | Écologistes grecs (EI)                                                                             | 11 539     | 0,20  | en stagnation | 0      | en stagnation |         |        |
|                          | Front National - Ligue Patriotique - Mouvement des Lions                                           | 10 796     | 0,19  | en stagnation | 0      | en stagnation |         |        |
|                          | Groupes sociaux européens populaire                                                                | 10 314     | 0,18  | en stagnation | 0      | en stagnation |         |        |
|                          | Chariot Panhellénique Citoyen                                                                      | 9 920      | 0,18  | en stagnation | 0      | en stagnation |         |        |
|                          | Radicaux grecs                                                                                     | 9 265      | 0,16  | en stagnation | 0      | en stagnation |         |        |
|                          | Arc-en-ciel                                                                                        | 6 412      | 0,11  | en stagnation | 0      | en stagnation |         |        |
|                          | Alliance libérale                                                                                  | 6 193      | 0,11  | en stagnation | 0      | en stagnation |         |        |
|                          | Organisation des communistes internationalistes de Grèce (OKAE)                                    | 4 821      | 0,09  | en stagnation | 0      | en stagnation |         |        |
|                          | Groupe Social Européen - Parti Agrarien de Grèce - Association pour la Culture et le Développement | 3 135      | 0,06  | en stagnation | 0      | en stagnation |         |        |
|                          | Mouvement politique indépendant - Grèce écologique                                                 | 3 131      | 0,06  | en stagnation | 0      | en stagnation |         |        |
|                          | Vision grecque                                                                                     | 2 038      | 0,04  | en stagnation | 0      | en stagnation |         |        |
|                          | |            |       |               |        |               |         |        |
| Votes valides            | Votes valides                                                                                      | 5 656 122  | 95,54 |               |        |               |         |        |
| Votes blancs             | Votes blancs                                                                                       | 90 598     | 1,53  |               |        |               |         |        |
| Votes nuls               | Votes nuls                                                                                         | 173 684    | 2,93  |               |        |               |         |        |
| Total                    | Total                                                                                              | 5 920 404  | 100   | -             | 21     | en stagnation | -       |        |
| Abstentions              | Abstentions                                                                                        | 4 154 494  | 41,24 |               |        |               |         |        |
| Inscrits / Participation | Inscrits / Participation                                                                           | 10 074 898 | 58,76 |               |        |               |         |        |